# Tomel
Tomel est un village de la commune de Massock-Songloulou ; située dans le département de la Sanaga-Maritime et la région du Littoral au Cameroun. Il est situé sur la route rurale qui lie Ngambé à Édéa, à 24 km de Ngambe.

## Population
En 1967, Tomel I comptait 379 habitants tandis que Tomel II comptait 315 habitants, principalement Bassa.
Lors du recensement de 2005, 125 personnes ont été dénombrées dans les villages de Tomel et Mbandi II.